# 1475
Cette page concerne l'année 1475  du calendrier julien.
L'année 1475 est une année commune qui commence un dimanche.

## Événements
- Après une dizaine d’années de campagnes, le roi du Songhaï Sonni Ali Ber entre en triomphateur dans sa capitale Gao[1].

- Début du règne de Gyalwa Gendün Gyatso, deuxième dalaï-lama du Tibet, nommé rétroactivement (fin en 1542)[2].
- Chine : nouvelle révolte miao au Guangxi et Guizhou, réprimée par les Ming en 1476[3].

### Europe
- 10 janvier : Étienne le Grand, prince de Moldavie défait les Turcs ottomans de Suleyman Pacha à la bataille de Vaslui (Rahova)[4].
- 30 janvier : traité de Moncalieri entre Milan et Charles le Téméraire[5]
- 15 janvier : sentence arbitrale ou concorde de Ségovie, précisant les droits d’Isabelle de Castille et de Ferdinand. Isabelle octroie néanmoins le 28 avril un droit absolu sur la Castille à son époux[6].

- 12 février : la diète de Prague décide que la couronne de Bohême revient à Ladislas II Jagellon, mettant fin à la guerre entre la Pologne et la Hongrie[7].

- 10 mars : capitulation de Perpignan[8]. Louis XI de France occupe la Cerdagne et le Roussillon.

- 24 avril : Mathias Corvin convoque la diète hongroise à Buda et fait lever un florin d’or par foyer pour mener la lutte contre les Turcs. Il demande des subsides au pape Sixte IV et à Venise[9].

- Mai : les troupes d'Alphonse V de Portugal envahissent l'Estrémadure[10]. Début de la guerre de Succession de Castille.

- 1er juin : les Turcs ottomans mettent le siège devant Caffa[11], puis s'emparent de la Crimée. Le khan tatar de Crimée Mengli Girey Ier doit se reconnaître leur vassal. Gênes perd Caffa et ses comptoirs en mer Noire, dont Akkerman et Kilia. Les marchands de Lemberg, en Lituanie perdent leur accès à la mer Noire. Les Ottomans encouragent leurs nouveaux alliés les Tatars de Crimée à razzier les pays polonais pour en tirer des esclaves.
- 15 juin : bulle Ad decorem militantis Ecclesiae. Ouverture au public de la bibliothèque vaticane[12].
- 27 juin : levée du siège de Neuss[13]. Charles le Téméraire, parti à la conquête de la Lorraine, est mis en échec à Neuss.

- 4 juillet : Édouard IV d'Angleterre, allié de la Bourgogne, débarque à Calais avec 23 000 hommes[14]. Louis XI achète son retrait et signe le traité de Picquigny.
- 12 juillet : pour résister au Ottomans, Étienne de Moldavie se met sous la protection du roi de Hongrie Mathias Corvin par un acte émit à Iași[9]. Une alliance offensive et défensive est conclue à Buda le 15 août entre les deux pays[15].

- 29 août : le traité de Picquigny met définitivement fin à la guerre de Cent Ans. Marguerite d'Anjou est libérée contre rançon[16].

- 13 septembre : trêve de Soleuvre conclue pour neuf ans entre Charles le Téméraire et Louis XI[5].
- 29 septembre[5] ou 9 octobre[17] : Paix de Senlis entre le duc de Bretagne et Louis XI.

- 14 octobre : les Confédérés suisses déclarent la guerre au comte de Romont, allié des Bourguignons[18].

- 2 novembre : frappe de l’écu d’or au soleil en France. La livre tournois équivaut à 22 g d’argent[19].
- 13 novembre : les Suisses sont victorieux de la Savoie à la bataille de La Planta près de Sion, qui leur livre tout le Bas-Valais, depuis Conthey jusqu'à Martigny, qui capitule le 29[20].
- 29 novembre : René II de Lorraine est chassé de Nancy par Charles le Téméraire, duc de Bourgogne[21].
- 5 décembre : un mandement du duc François II de Bretagne met en quarantaine les lépreux. Les caqueux ne peuvent voyager sans une pièce de draps rouge pour se signaler et ne peuvent exercer que le métier de cordier, jugé infamant[22].
- 19 décembre[5] : Louis de Luxembourg (comte de Saint-Pol, né en 1418) connétable de France, est décapité en place de Grève à Paris pour trahison par son beau-frère Louis XI après sa condamnation par le Parlement de Paris.

- Les Turcs prennent Samos à Gênes[23].
- Révolte de Novgorod. Intervention des Moscovites[24].
- Ambassade d’Ivan III de Moscou en Perse, dans le but de sonder d’éventuels alliés pour une action contre la Horde d'or[25].

## Naissances en 1475
- 6 mars : Michel-Ange (Michelangelo Buonarroti), sculpteur, peintre, architecte et poète italien († 18 février 1564).
- 13 septembre : César Borgia, prince italien de la Renaissance, général et homme d'État italien, fils du pape Alexandre VI († 12 mars 1507).
- 11 décembre : Léon X (Giovanni di Lorenzo de Médicis), fils de Laurent de Médicis, 217e pape de l'Église catholique († 1er décembre).

- Date précise inconnue :
  - Giovanni Antonio Amati, peintre italien († 1555).
  - Cesare Cesariano, peintre et architecte italien († 1543).
  - Yakushiji Motoichi, samouraï japonais († 1504).

- Vers 1475 :
  - Jörg Breu l'Ancien, peintre, graveur, concepteur de vitraux et enlumineur allemand († 1537).
  - Francesco da Cotignola, peintre italien († 1532).
  - Alejo Fernández, peintre espagnol, allemand († 1545).
  - Sinibaldo Ibi, peintre italien († vers 1550).
  - Robert Irland, professeur écossais qui émigra en France († 15 février 1561).
  - Vicente Masip, peintre espagnol († 1545).
  - Fernando Yáñez de la Almedina, peintre espagnol († 1537).
- Vers 1475-1480 :
- Matthias Grünewald, peintre et ingénieur hydraulique allemand († 1528).

## Décès en 1475
- 20 mars : Georges Chastellain, littérateur et poète flamand.
- 21 mars : Simon de Trente, dont la mort déclencha une accusation de crime rituel envers la communauté juive.
- 6 mai : Dierick Bouts, peintre flamand, à Louvain (° vers 1415)[26].
- 21 juin : Sin Sukju, homme politique, linguiste, philosophe confucéen, diplomate, artiste, et professeur coréen de la dynastie Joseon (° 2 août 1417).
- 8 septembre : Alain de la Roche, moine (° vers 1428).
- 10 décembre : Paolo di Dono, dit Paolo Uccello, peintre italien, à Florence.
- 19 décembre : Louis de Luxembourg, connu également sous le nom de connétable de Saint-Pol[5].
- Georges du Gerdil, architecte suisse.